# Domenico Enrici
Domenico Enrici (Cervasca, 9 aprile 1909 – Cervasca, 3 dicembre 1997) è stato un arcivescovo cattolico e diplomatico italiano.

## Biografia
Domenico Enrici nacque il 9 aprile 1909 a Cervasca, in provincia di Cuneo.
Fu ordinato sacerdote della diocesi di Cuneo il 29 giugno 1933.
Per prepararsi alla carriera nel servizio diplomatico della Santa Sede, completò il corso di studi presso la Pontificia accademia ecclesiastica nel 1935. I suoi primi incarichi includevano un periodo in Irlanda a partire dal 1938 e a Taiwan a metà degli anni '50.

### Ministero episcopale
Il 17 settembre 1955, papa Pio XII lo nominò arcivescovo titolare di Ancusa e internunzio apostolico in Indonesia. Giovanni Battista Montini, arcivescovo di Milano, lo consacrò il 1º novembre. Il 30 gennaio 1958 fu nominato nunzio apostolico ad Haiti. Papa Giovanni XXIII lo nominò internunzio apostolico in Giappone il 5 gennaio 1960. Il 1º ottobre 1962, lo nominò delegato apostolico in Australia, Nuova Zelanda e Oceania.
Partecipò alla prima e alla terza sessione del Concilio Vaticano II.
Il 26 aprile 1969 papa Paolo VI lo nominò delegato apostolico in Gran Bretagna. Criticò Mervyn Stockwood, arcivescovo anglicano di Southwark, a una cena di beneficenza perché Stockwood aveva elogiato il lavoro delle cliniche anticoncezionali.
Il 16 luglio 1973 fu nominato delegato per le rappresentanze pontificie presso la Segreteria di Stato, ma il suo lavoro non si limitò a Roma. Fu descritto come un "ambasciatore errante ... durante un viaggio di ispezione" quando visitò Taiwan nel febbraio 1974.
Rappresentò la Santa Sede durante l'intronizzazione del re di Spagna Juan Carlos e l'incoronazione dell'imperatore Bokassa dell'Impero Centrafricano. Fu anche presidente ad interim della Pontificia accademia ecclesiastica dal 1974 al 1975. Si ritirò il 1º dicembre 1979.
Morì il 3 dicembre 1997.

## Genealogia episcopale e successione apostolica
La genealogia episcopale è:
- Cardinale Scipione Rebiba
- Cardinale Giulio Antonio Santori
- Cardinale Girolamo Bernerio, O.P.
- Arcivescovo Galeazzo Sanvitale
- Cardinale Ludovico Ludovisi
- Cardinale Luigi Caetani
- Cardinale Ulderico Carpegna
- Cardinale Paluzzo Paluzzi Altieri degli Albertoni
- Papa Benedetto XIII
- Papa Benedetto XIV
- Papa Clemente XIII
- Cardinale Marcantonio Colonna
- Cardinale Giacinto Sigismondo Gerdil, B.
- Cardinale Giulio Maria della Somaglia
- Cardinale Carlo Odescalchi, S.I.
- Cardinale Costantino Patrizi Naro
- Cardinale Lucido Maria Parocchi
- Papa Pio X
- Papa Benedetto XV
- Papa Pio XII
- Cardinale Eugène Tisserant
- Papa Paolo VI
- Arcivescovo Domenico Enrici

La successione apostolica è:
- Vescovo Peter Saburo Hirata, P.S.S. (1962)
- Vescovo Peter Magoshiro Matsuoka (1962)
- Vescovo John Shojiro Ito (1962)
- Arcivescovo Michael George Bowen (1970)
- Vescovo Edward Rapallo (1973)